# Un singe en hiver (roman)
Pour les articles homonymes, voir Un singe en hiver.
Un singe en hiver est un roman d'Antoine Blondin paru en 1959 aux éditions de la Table Ronde et ayant reçu le prix Interallié la même année. Ce roman est connu du grand public grâce au film d'Henri Verneuil, Un singe en hiver (1962) interprété par Jean Gabin et Jean-Paul Belmondo.

## Résumé
Le jeune Fouquet, père d'une petite fille et divorcé, échoue à Tigreville en Normandie. Il loge au Stella, un hôtel tenu par M. et Mme Quentin. Une amitié, qui confine à celle qui unit un père et un fils, se noue entre les deux hommes. Tous deux font des rêves d'ailleurs (la Chine pour l'ancien combattant, l'Espagne pour le jeune homme) : mais si Fouquet aime la boisson, Quentin a juré de n'y plus toucher.
Dans ce cadre spectral d'une station balnéaire normande, Un singe en hiver narre le rapprochement de ces deux êtres qui, à leur manière, éprouvent bien du mal à vivre dans ce monde, pétri de douleur et de solitude. Ils trouveront le réconfort, communieront, lors d'une soirée épique, où ayant abjuré, M. Quentin se saoule et entraîne Fouquet dans son délire.
« Ainsi, en Chine, l'hiver, des singes égarés se réfugient dans les villes. Quand ils sont assez nombreux, on chauffe un train pour eux et on les renvoie vers leurs forêts natales. »

## Éditions
- Un singe en hiver, Paris, éditions de la Table ronde, 1959.
- Un singe en hiver, Paris, éditions Gallimard, coll. Folio, 1973.
- Un singe en hiver in L'Europe buissonnière (Œuvre complète), Paris, éditions Robert Laffont, coll. Bouquins, 1991.
- L'Humeur vagabonde, suivi d'Un singe en hiver, Paris, éditions de la Table ronde, 2011.

## Adaptations

### Au cinéma
- Un singe en hiver, film d'Henri Verneuil réalisé en 1962 avec Jean Gabin et Jean-Paul Belmondo

### Au théâtre
- Un singe en hiver : dans une mise en scène de Stéphane Hillel, avec Eddy Mitchell et Fred Testot, créé au Théâtre de Paris, le 27 février 2014[2]. L'adaptation théâtrale signée Stéphan Wojtowicz, reprend en partie les dialogues de Michel Audiard extrait du film d'Henri Verneuil[3].